# Kulstötaren
Kulstötaren är en svensk TV-film från 1975 i regi av Lars Forsberg.
Filmen är en av titlarna i boken Tusen svenska klassiker (2009).

## Handling
När Nisses son bryter armen får Johan rycka in i klubblaget i kulstötning. I en tävling stöter han 32,47 meter, världsrekord. Endast två kvarvarande funktionärer bevittnar händelsen, som är så otrolig att funktionärerna och Johan blir sittande, ovetande om hur de ska tackla händelsen.

## Rollista
- Allan Edwall – Johan
- Doris Svedlund – Ulla
- Gunnar Ossiander – Valle
- Rune Ottoson – Nisse

### Fotnoter
1. ↑  ”Kulstötaren”. Svensk Filmdatabas. http://sfi.se/sv/svensk-filmdatabas/Item/?itemid=31498&type=MOVIE&iv=Basic&ref=/templates/SwedishFilmSearchResult.aspx?id%3d1225%26epslanguage%3dsv%26searchword%3dkulst%C3%B6taren%26type%3dMovieTitle%26match%3dBegin%26page%3d1%26prom%3dFalse. Läst 10 augusti 2012.
2. 1 2  Gradvall et al 2009, #392